# Nonant-le-Pin
Nonant-le-Pin là một xã thuộc tỉnh Orne trong vùng Normandie tây bắc nước Pháp. Xã này nằm ở khu vực có độ cao trung bình 199 mét trên mực nước biển.